# Nora Castañeda
Nora Castañeda (Caracas, Venezuela, 12 de junio de 1942 - ibídem, 16 de mayo de 2015) fue una economista, política, docente universitaria y destacada activista feminista venezolana. Fue la primera presidenta del Banco de desarrollo de la mujer (Banmujer).

## Biografía
Hija de una madre soltera.[cita requerida] Casada, madre de tres hijos varones y una mujer. Licenciada en Ciencias económicas y con postgrado en administración pública y desarrollo económico, fue profesora de economía en la Universidad Central de Venezuela desde más de 30 años, donde fundó la Cátedra de la Mujer.

## Carrera política
Militante del partido político Liga Socialista, de cuya jefatura formó parte, además participó en el movimiento feminista desde su juventud, y como coordinadora de las organizaciones no gubernamentales, participó en el proceso constituyente que dio lugar a la constitución venezolana de 1999.[cita requerida]
El 15 de enero de 2001 el presidente Hugo Chávez anunció públicamente la creación del Banco de Desarrollo de la Mujer (Banmujer), y el 8 de marzo de ese año, el Día Internacional de la Mujer, nombró a Castañeda como presidenta de la entidad. Asimismo, se aprobó la Ley de Microfinanzas que da cobertura, entre otros, a la nueva institución. Desde la presidencia de Banmujer, Castañeda promovió un programa de microcréditos destinados principalmente a las madres que son cabezas de familia.[cita requerida]